# Manfred Schoof
Manfred Schoof (Magdeburgo, 6 aprile 1936) è un trombettista tedesco.
Ha studiato musica a Kassel e Colonia. Considerato uno dei fondatori del free jazz europeo, durante la sua carriera collaborò con Albert Mangelsdorff, Peter Brötzmann, Mal Waldron, e Irène Schweizer.
Ha interpretato alcuni lavori contenuti nell'opera Die Soldaten del compositore contemporaneo Bernd Alois Zimmermann.
Insegna a Colonia dal 1990.

## Discografia

### Come Leader
- European Echoes (1969) FMP 0010. Rimasterizzato su CD da Atavistic (UMS/ALP232CD).
- Scales (1976) JAPO 60013 (fuori stampa)
- Light Lines (1977) JAPO 60019 (fuori stampa)
- Horizons (1979) JAPO 60030 (fuori stampa)
- Resonance (2009) ECM 2093 (Doppio CD che contiene gran parte delle tracce dei tre album pubblicati da JAPO)

### Come sideman
Con George Russell
- Electronic Sonata for Souls Loved by Nature (1969)

Con Mal Waldron
- Hard Talk (Enja, 1974)
- One-Upmanship (Enja, 1977)